# Tomoko Ninomiya
Tomoko Ninomiya (二ノ宮 知子 Ninomiya Tomoko, 25 de maio de 1969), é uma mangaka japonesa.

## Carreira
Tomoko Ninomiya nasceu no dia 25 de maio de 1969. Seu último trabalho, Nodame Cantabile, fez sucesso no Japão e também na Europa, além de ter vencido o Kodansha Manga Award de 2004 de melhor história shoujo (apesar de a série ser considerada Josei por seu conteúdo e por ter sido publicada na revista Kiss).

## Trabalhos
- Torendo no Joou Miho (トレンドの女王ミホ, "Miho, the Queen of Trendiness") (1991–1995), 10 volumes

- Tensai Family Company (天才ファミリーカンパニー, "Genius Family Company") (1995–2000), 11 volumes,

- Heisei Yopparai Kenkyuujo (平成よっぱらい研究所, "Heisei Drunk Research Center") (1996), 1 volume

- Out (OUT) (1999), 1 volume

- Nomini Ikouze!! (飲みにいこうぜ!!, "Let's Go Drinking!!") (1999), 1 volume

- Green (GREEN) (2000–2001), 4 volumes

- Nodame Cantabile (のだめカンタービレ, Nodame Kantābire) (2002–2009), 24 volumes